# Таюра (река)

Правый приток Лены, в 60 км ниже по течению от города Усть-Кут.

Таю́ра — река в Иркутской области России, правый приток реки Лены.
Образуется слиянием рек Правая Таюра и Левая Таюра на высоте 814 м над уровнем моря.
Длина реки — 216 км. Площадь водосборного бассейна — 5720 км². Правый приток — Ния.

## Гидрология
Среднегодовой расход воды — 44 м³/с. Питание смешанное. Замерзает в октябре, вскрывается в мае. Характерны летние дождевые паводки.
| Средний расход воды (м³/с) реки Таюра по месяцам с 1956 по 1990 гг. (замеры производились на гидрологическом посту в 3,8 км от устья) |

## Флора и фауна
Растительность бассейна реки Таюра характеризуется типичной горной тайгой Лено-Ангарского плато. В бассейне реки преобладает вечная мерзлота.